# 미하이 에미네스쿠
미하이 에미네스쿠(Mihai Eminescu) 혹은 미하일 에미노비치(Mihail Eminovici), (1850년 1월 15일 - 1889년 6월 15일)는 후기 낭만주의 시인으로, 루마니아의 시인이다. 유명한 작품으로는 〈샛별〉(Luceafărul)과 〈네게 남겨진 욕망하나〉(Mai am un singur dor), 5개의 〈편지〉(Scrisori)가 있다.
에미네스쿠는 문학 그룹 주니메아(Junimea)에서 활동했고 루마니아 보수당에서 두드러진 당원이었으며 《팀풀》(Timpul) 지의 기자였다.

## 출생
"Mihail"이라는 이름은 "Mihai"("Michael"의 루마니어어 형태)의 예스러운 표현이다. 에미네스쿠의 생애 동안 두 가지 이름이 모두 사용되었으며, 그도 개인적으로 두 가지 형태의 이름을 모두 사용하였다. 그러나 일반적으로 오늘날의 루마니아에서 그는 Mihai Eminescu로 불리고 있다.
그의 아버지의 이름은 게오르게 에미노비치(Gheorghe Eminovici)였으며 그 당시 오스트리아의 한 지방인 부코비나(Bukovina)의 컬리네슈티(Călineşti) 출신이었다. 그의 아버지는 몰다비아(Moldavia) 쪽으로 국경을 넘어, 보토샤니(Botoşani) 마을 근처에 정착했다. 그의 아버지는 오래된 몰다비아의 귀족 가문의 상속녀인 랄루카 이우러스쿠(Raluca Iurăscu)와 결혼했다.

## 생애

### 어린시절
루마니아 몰다비아의 보토샤니(Botoşani)에서 태어났다. 그는 유년시절을 보토샤니와 이포테슈티(Ipoteşti)에서 부모님과 함께 보냈다.
1858년부터 1866년까지 그는 체르너우치(Cernăuţi)의 학교에 다녔다. 4학년 때 82명인 반에서 5등으로 마쳤으며, 그 이후 2년간 김나지움을 다녔다. 부모의 교육열이 높았지만 시인은 학교생활에 적응하지 못했다. 다행히 아론 품눌이라는 선생을 만나 루마니아 문학과 역사에 흥미를 갖게 되었고 그의 개인 도서관에서 후에 창작 활동에 도움을 줄 많은 책들을 접했다. 1866년 선생의 죽음은 에미네스쿠가 첫 번째 시를 쓴 동기였고 ＜파밀리아(Familia)＞라는 문예지에 ＜사랑을 가졌으면＞이라는 시로 데뷔했다.
작가로서 에미네스쿠의 자질이 처음으로 발현된 것은 1866년이었다. 그해 1월에 루마니아어 교사인 아론 품눌(Aron Pumnul)이 세상을 떠났을 때, 그 제자들이 힘을 합쳐 Lăcrămioarele învăţăceilor gimnaziaşti (김나지움 학생들의 눈물)이라는 소책자를 발간했다. 여기에 La mormântul lui Aron Pumnul (아론 품눌의 무덤)이라는 제목의 시에 에미네스쿠의 서명이 등장한다. 그리고 그해 2월 25일에는 페슈트에서 발간된 이오시프 불칸(Iosif Vulcan)의 문학지인 《파밀리아》(Familia)에 그의 시 De-aş avea가 실렸다. 이를 계기로 그의 시와 독일 시편 번역이 계속해서 소개되게 된다. 그리고 이즈음 슬라브 식의 접미사인 "-ici"를 이름 말미에 쓰는 것을 싫어한 이오시프 불칸은 젊은 시인의 이름을 좀 더 루마니아식인 Mihai Eminescu로 바꾸게 했다.
1867년 그는 이오르구 카라지알레(Iorgu Caragiale) 극단의 사무원 겸 프롬프터가 된다. 그리고 그 이듬 해에는 미하이 파스칼리(Mihai Pascaly) 극단으로 옮겨간다. 이들 두 극단은 당시 루마니아 연극계의 선두 주자들이었고, 후자의 경우에는 마테이 밀로(Matei Millo)와 파니 타르디니블러디체스쿠(Fanny Tardini-Vlădicescu)가 단원으로 있었다. 곧 그는 부쿠레슈티에 있는 루마니아 국립극단에 정착하여 사무원 겸 극작가로 일했다. 이 기간 동안, 그는 계속해서 글을 쓰고 시를 발표했다. 또한 그는 하인리히 테오도어 로처(Heinrich Theodor Rotscher)의 책 수백 페이지를 번역하여 집세를 냈다. 안타깝게도 그 번역을 완전히 끝내지는 못했다. 그리고 이 시기에 그는 소설, 《낭비된 재능》(Geniu pustiu)을 쓰기 시작했다.
1869년 4월 1일, 그는 "오리엔트"라는 이름의 문학서클을 공동 설립하였다. 이 서클은 우화와 유명한 시편, 그리고 루마니아 문학사와 관련된 글들을 모으는 일을 목적으로 만들어졌다. 6월 29일, "오리엔트" 그룹의 많은 회원들이 다른 지방들로 발령을 받게 되었고, 에미네스쿠는 몰도바로 배정된다. 그해 여름, 그는 우연히 그의 형제인 군에 복무하던 이오르구(Iorgu)와 의견 충돌을 일으키고, 그 후 이오르구가 에미네스쿠와 가족과의 관계를 새로이 묶어보려고 시도했지만 단호히 거절 당했다.
1869년 여름까지도 여전히 그는 파스칼리의 극단에 남아있었고, 체르너우치(Cernăuţi)와 이아시(Iaşi)로 여행을 다녔다. 그의 아버지가 정기적인 생활비를 부쳐주기로 약속하여 가을부터 빈에서 공부를 할 수 있게 되고 나서야, 에미네스쿠는 가족과의 관계를 복원했다. 항상 그래왔듯이, 그는 계속해서 시를 써서 발표했으며, 특히 주목할 만한 것은 그가 문테니아의 전 통치자였던 바르부 디미트리에 슈티르베이(Barbu Dimitrie Ştirbei)가 죽은 직후 출간한 전단인 La moartea principelui Ştirbei이다.

### 문학그룹 주니메아
1869년 10월부터 1872년까지 그는 빈에서 공부했다. 그는 철학과 법 학부에서 "특출한 청강생"으로 손꼽히는 학생이었다. 그는 대학생활에 적극적이었으며 이오안 슬라비치(Ioan Slavici)와 친했다. 그는 베로니카 미클레(Veronica Micle)를 통해 빈에 알려졌다. 또한 그는 주니메아 그룹에 의해 발간되는 《문학적 대화》(Convorbiri literare) 지의 기고자가 되었다. 이 문화 그룹의 리더들인 페트레 카르프(Petre P. Carp), 바실레 포고르(Vasile Pogor), 테오도르 로세티(Theodor Rosetti), 이아코브 네그루지(Iacob Negruzzi) 그리고 티투 마이오레스쿠(Titu Maiorescu)는 에미네스쿠의 전 생애동안 그의 문화적이고 정치적인 태도에 큰 영향을 준 인물들이다. 유학 시절 동안 ＜콘보르비리 리테라레(Convorbiri Literare)＞에 ＜비너스와 마돈나＞를 비롯한 여러 시를 발표하면서 문단의 주목을 받았다.
1870년, 그는 헝가리 페슈트의 《페데라치우네아》(Federaţiunea) 지에 "Varro"라는 가명으로 오스트리아-헝가리 제국 통치 하에서의 루마니아인과 기타 소수 민족들의 처지에 관한 세 편의 글을 발표했다.
그 사이 그는 페슈트의 신문인 알비나 지의 기자가 되기도 했다. 1872년에서 1874년까지는 베를린에서 공부했다.
1874년에서 1877년까지 그는 이아시(Iaşi)의 중앙도서관에서 관장으로 일했으며, 이아시와 바슬루이(Vaslui)의 학교 감독관이었다. 또한 Curierul de Iaşi지의 편집자이기도 했다.
1877년 그는 부쿠레슈티로 이사했다. 거기서 그는 신문인 1883년까지 《팀풀》(Timpul) 지의 편집자로 일했다. 제일 편집자로 시작해서 1880년에는 편집장이 되었다. 이 기간 동안 그의 시중 Scrisorile, Luceafărul, Odă în metru antic를 비롯한 대부분이 씌어졌다. 그러나 이때의 과로는 그의 건강에 심각한 나쁜 영향을 주었다.
1883년 6월, 시인은 심각한 병세를 얻게 되어 병원에서 검사를 받는다. 1883년 12월, 그의 시편들 중 대표작을 선정하고 티투 마이오레스쿠(Titu Maiorescu)가 서문을 쓴 시집인 Poezii가 출판된다.

### 투병 시기
말년의 그는 조울증으로 고통 받았다. 1883년, 그는 매독을 진단받았다. 게오르게 컬리네스쿠(Gheorghe Călinescu)는 시인에 대한 전기에서 에미네스쿠가 20대부터 매독을 가지고 있었다고 쓴 바 있다. 그러나 1883년에 받은 별도의 신체검사 결과를 보면 우울증에 대한 소견은 나와있지만, 매독에 대한 것은 없다. 1884년, 그는 루마니아로 돌아왔고 건강도 정상으로 보였다. 1886년부터 그는 몇 차례 수은 주사 요법을 받았다. 이는 당시의 일반적인 매독 치료법이었다.
에미네스쿠는 1889년 6월 15일에 병원에서 심내막염으로 숨을 거두었다. 그의 시신은 부쿠레슈티의 벨루(Bellu) 묘역에 안장되었다.

## 작품
루마니아 역사가인 니콜라에 이오르가(Nicolae Iorga)는 에미네스쿠를 현대 루마니어 언어의 대부라고 평가한다. 그는 만장일치로 루마니아의 대표적인 시인으로 칭송받고 있다. 그의 시편들은 자연과 사랑에서부터 역사와 사회적 비평까지 넓은 영역의 주제를 아우르고 있다. 그의 즐거웠던 어린 시절은 그의 후기 시에 그 시기에 대한 깊은 그리움으로 나타나 있다.
에미네스쿠의 작품은 크게 사랑 시와 사상시로 나뉜다. 그는 고향의 아름다운 자연, 여인에 대한 그리움과 사랑, 역사와 사회 비평, 삶과 죽음에 이르기까지 실로 다양한 관심사를 작품 세계로 표현했다. 그에게 사랑이란 내면 심리의 갈등, 철학적 사고, 세계관 등을 포함하는 거대한 개념이었다. ＜저녁마다 언덕 위에서＞, ＜호수＞ 등에서 시인은 사랑하는 여인이 출현하기를 바라는 마음을 그리고 있는데 이것은 결국 깨질 환상이다. 방해와 고통이 묘사된 이러한 사랑 시들은 지은이의 심리 발전 과정을 반영한 것으로서 그 자체가 하나의 비극이라 하겠다. 한편 ＜한 가지 희망＞, ＜어느 다키아인의 기도＞ 등의 사상시를 통해서는 죽음의 인식, 죽음에 대한 갈망, 더 나아가 우주론을 등장시키며 형이상학적 질문을 던진다. 질문은 고통에서 출발한다. 그가 고통스런 현실에서 갈망했던 평온의 상태는 세계 창조 전의 원초적인‘비어 있음’이다. 이것은 절대적인 무, 영원한 소멸이며 곧 죽음과 연관된다. 죽음은 그의 시에서 사랑을 방해하는 요소이자 그가 그리워하던 자연과의 화합을 의미하기도 한다.
시 ＜샛별＞은 에미네스쿠가 이루지 못한 사랑의 비극으로 절망에 빠져 있다가 스스로 찾은 구원을 표현하고 있다. 98연으로 된 이 시는 지은이의 말년작이자 전 세계적으로 알려진 루마니아 대표시이기도 하다. 그리스 신화를 접목시킨 루마니아 동화를 모티브로 하고 있다. 샛별이면서 히페리온인 주인공은 하늘과 땅이라는 서로 다른 양극이 합쳐지면서 세상에 나옴으로써 우주의 밝은 하늘과 어두운 지상 사이에서 항상 갈등하는 영웅으로 그려진다. 다수의 낭만주의 작가들은 이 점에서 히페리온을 인간의 운명을 초월하는 상징으로 본다. 이상과 현실 사이의 모순을 그린 이 시는 존재의 차이로 인한 이질감, 사랑과 불멸, 우주 공간에 대한 묘사 등으로 작가로서의 환상과 이성을 구체화해 문학적 가치를 지닌다.
에미네스쿠의 작품은 전 세계 60개국 이상의 언어로 번역되었다.

### 주요 시편들
- Doina (the name is a traditional type of Romanian song),
- Lacul (The Lake)
- Luceafărul (Lucifer or The Morning star)
- Floare albastră (Blue Flower)
- Dorinţa (Desire)
- Sara pe deal (Evening on the Hill)
- O, rămii (Oh, Linger On)
- Epigonii (Epigones)
- Scrisori (Letters)
- Si dacă (And if...),
- Odă (în metru antic) (Ode (in Ancient Meter))
- Mai am un singur dor (I Have Yet One Desire)

- 『에미네스쿠 시선』, 김성기 역, 2009년, 지만지, ISBN 978-89-6228-264-1

### 산문
- Făt-Frumos din lacrimi (Prince Charming, The Tear-Begotten)
- Geniu pustiu (Empty Genius)
- Sărmanul Dionis (Poor Dionis)
- Cezara (a proper name)

### 작품집
- Poems and Prose of Mihai Eminescu (editor: Kurt W. Treptow, publisher: The Center for Romanian Studies, Iaşi, Oxford, and Portland, 2000, ISBN 973-9432-10-7) contains a selection of English-language renditions Eminescu's poems and prose.

## 그에게 영향을 준 것
에미네스쿠는 아르투어 쇼펜하우어의 작품에서 많은 영향을 받았다. 그리고 몇몇 비평가들은 그의 가장 유명한 시인 "Luceafarul"가 오래된 독일 고전이나 Katha 우파니샤드에 기반하고 있다고 주장한다. 

## 같이 보기
- 루마니아 문학